# Sartory József
Sartory József Antal (Szomolnok, Szepes vármegye, 1767. március 8. – Szomolnok, Szepes vármegye, Szepes megye, 1839. június 18.) királyi kartográfus, bányamérnök, az Aggteleki-barlang feltérképezője.

## Élete
Nemesi származású család sarja. Apja, nemes Sartory János Mihály Kőszeg város belső tanácsosa, anyja, neve Karitász volt. 1786-ban került Egerbe, 1788-tól a selmeci akadémia hallgatója volt, ahol 1792-ben végzett. Mint az egri uradalom mérnöke, számos térképet készített, melyek közül 33-at még ma is őriznek Egerben. 1790-ben felmérést készített az Egri Káptalan megbízásából a monori szőlőbirtokokról és borospincékről. 1822-től haláláig Szomolnokon bányatanácsosként tevékenykedett. 1794-ben Farkas Jánossal három nap alatt felmérte a Baradla-barlang akkor ismert járatait. A barlangról készült eredeti térkép és a jelmagyarázatot tartalmazó, valószínűleg Farkas János által összeállított leírás elveszett. A térkép másolata (a barlang alaprajza, bejárati sziklafalat ábrázoló térkép egy színezett, 47,5x64 cm-es, szúrt másolata) csak 1962-ben került elő az Országos Széchényi Könyvtár térképtárának kéziratos anyagai közül. Jelkulcs hiányában nem minden részét sikerült azonosítani a későbbi térképekkel, mégis a munka tudománytörténeti értéke egyedülálló. Nemcsak azért, mert hazánk legnagyobb barlangjának, a Baradlának első felmérését ábrázolja, hanem azért is, mert Sartory József munkáját a világ első mérnök által készített barlangtérképeként tartja számon.

## Házassága és gyermekei
1796. június 6.-án, Szomolnokon, feleségül vette a 20 éves, nemes Dreschan Anna kisasszonyt, akitől több gyermeke született Szomolnokon.

## Munkássága
Térképészeti munkássága az Egri Főegyházmegye mérnökeként kiterjedt:
- Heves és Külső-Szolnok vármegye,
- Pest-Pilis-Solt-Kiskun vármegye,
- Borsod-abaúj-Zemplén megye és
- Jász-Nagykun-Szolnok megye területére.

A Heves Megyei Levéltár 76 munkáját őrzi, melyből 19 közvetlenül saját műve, a többi pedig másolat térképeiről.

## Emlékezete
Az Amfiteátrum-barlang egyik szinonim neve a Sártory József-hasadékbarlang.